# 노시환
노시환(盧施煥, 2000년 12월 3일~)은 대한민국의 야구 선수로 현재 KBO 리그 팀인 한화 이글스의 내야수로 활동하고 있다.

## 선수 경력
2000년 울산에서 태어났다. 울산 삼정초등학교를 다니다가 야구에 집중하기 위해 부산으로 이사했고 수영초등학교로 전학을 갔다. 수영초등학교, 경남중학교, 경남고등학교를 졸업한 후 2019년 KBO 리그 팀인 한화 이글스에 입단했다. 

### 한화 이글스
2019년 3월 24일 두산 베어스와의 경기에 출전하며 데뷔 첫 경기를 치렀고, 경기에서 2타수 무안타, 2득점을 기록했다.

## 출신 학교
- 울산 삼정초등학교(전학) → 부산 수영초등학교
- 경남중학교
- 경남고등학교

## 통산 기록
| 연도 | 팀명  | 타율  | 경기 | 타수 | 득점 | 안타 | 2루타 | 3루타 | 홈런 | 루타 | 타점 | 도루 | 도실 | 볼넷 | 사구 | 삼진 | 병살 | 실책 |
| ---- | ----- | ----- | ---- | ---- | ---- | ---- | ----- | ----- | ---- | ---- | ---- | ---- | ---- | ---- | ---- | ---- | ---- | ---- |
| 2019 | 한화  | 0.186 | 91   | 177  | 19   | 33   | 8     | 1     | 1    | 46   | 13   | 2    | 2    | 11   | 2    | 72   | 3    | 7    |
| 2020 | 한화  | 0.220 | 106  | 346  | 46   | 76   | 18    | 2     | 12   | 134  | 43   | 0    | 1    | 33   | 6    | 116  | 8    | 13   |
| 2021 | 한화  | 0.271 | 107  | 380  | 56   | 103  | 18    | 1     | 18   | 177  | 84   | 5    | 2    | 73   | 1    | 107  | 13   | 20   |
| 2022 | 한화  | 0.281 | 115  | 434  | 55   | 122  | 24    | 1     | 6    | 166  | 59   | 6    | 2    | 48   | 4    | 95   | 2    | 10   |
| 2023 | 한화  | 0.298 | 131  | 514  | 85   | 153  | 30    | 1     | 31   | 278  | 101  | 2    | 1    | 74   | 4    | 118  | 13   | 19   |
| 통산 | 5시즌 | 0.263 | 550  | 1851 | 261  | 487  | 98    | 6     | 68   | 801  | 300  | 15   | 8    | 239  | 17   | 508  | 52   | 69   |

- 빨간 글씨는 한국 프로야구 역사상 최고 기록
- 굵은 글씨는 해당 시즌 최고 기록